# Rodney Wallace (Footballspieler)
Rodney Allan Wallace (* 10. Februar 1949 in Pueblo, Colorado, USA; † 21. Juli 2013 in Centennial, Colorado) war ein US-amerikanischer American-Football-Spieler. Er spielte unter anderem als Guard in der National Football League (NFL) bei den Dallas Cowboys.

## Spielerlaufbahn
Rodney Wallace besuchte in seiner Heimatstadt die Highschool. Bereits auf der Schule war er als Footballspieler aktiv. Nach seinem Schulabschluss erhielt er ein Stipendium an der University of New Mexico und spielte dort als Defensive Tackle College Football. Im Jahr 1971 wurde er von den durch Tom Landry betreuten Dallas Cowboys in der zehnten Runde an 259. Stelle gedraftet. Von den Cowboys wurde er umgeschult und spielte fortan in der Offensive Line, wobei er überwiegend als Ersatzspieler zum Einsatz kam. Unter Führung seiner Quarterbacks Craig Morton und Roger Staubach gelang ihm mit der Mannschaft aus Dallas  sein größter Erfolg. Die Cowboys gewannen in der Regular Season elf von 14 Spielen und zogen damit in die Play-offs ein, wo sie zunächst auf die Minnesota Vikings trafen, die mit 20:12-Sieg geschlagen wurden. Nach einem 14:3-Sieg über die San Francisco 49ers im anschließenden NFC Championship Game gelang seinem Team im Super Bowl VI gegen die von Don Shula trainierten Miami Dolphins ein 24:3-Sieg.
Wallace beendete mit Verletzungsproblemen nach der Saison 1974 seine Laufbahn und arbeitete fortan in der Pharmaindustrie.

## Quelle
- Jens Plassmann: NFL – American Football. Das Spiel, die Stars, die Stories (= Rororo 9445 rororo Sport). Rowohlt, Reinbek bei Hamburg 1995, ISBN 3-499-19445-7.
- Peter Golenbock: Landry’s Boys: An Oral History of a Team and an Era, Triumph Books, 2005, ISBN 1-61749-954-4
- Brian Jensen, Troy Aikman: Where Have All Our Cowboys Gone, 2005, ISBN 1-4616-3611-6

| Personendaten    | Personendaten                               |
| ---------------- | ------------------------------------------- |
| NAME             | Wallace, Rodney                             |
| ALTERNATIVNAMEN  | Wallace, Rodney Allan                       |
| KURZBESCHREIBUNG | US-amerikanischer American-Football-Spieler |
| GEBURTSDATUM     | 10. Februar 1949                            |
| GEBURTSORT       | Pueblo, Colorado, USA                       |
| STERBEDATUM      | 21. Juli 2013                               |
| STERBEORT        | Centennial, Colorado, USA                   |